# Municipio de Moscow (Minnesota)
El municipio de Moscow (en inglés: Moscow Township) es un municipio ubicado en el condado de Freeborn en el estado estadounidense de Minnesota. En el año 2010 tenía una población de 538 habitantes y una densidad poblacional de 5,74 personas por km².

## Geografía
El municipio de Moscow se encuentra ubicado en las coordenadas 43°43′8″N 93°6′49″O / 43.71889, -93.11361. Según la Oficina del Censo de los Estados Unidos, el municipio tiene una superficie total de 93.76 km², de la cual 93,34 km² corresponden a tierra firme y (0,45 %) 0,42 km² es agua.

## Demografía
Según el censo de 2010, había 538 personas residiendo en el municipio de Moscow. La densidad de población era de 5,74 hab./km². De los 538 habitantes, el municipio de Moscow estaba compuesto por el 98,88 % blancos, el 0,19 % eran afroamericanos, el 0,37 % eran de otras razas y el 0,56 % eran de una mezcla de razas. Del total de la población el 2,42 % eran hispanos o latinos de cualquier raza.